# 拯望会
拯望会，又译为拯亡会（英文 Helpers of The Holy Souls），是一个天主教女修会，1856年成立于法国巴黎，注重藉祈禱來援助炼狱中的灵魂。该修会从事女子教育和慈善事业。
拯望会的创始人是真福主顧瑪利亞（原名安珍妮·司麦特）。她在法国里尔的圣心修院修道，由于专注于拯救亡魂，于1856年1月19日前往巴黎，3天后得到当地总主教的许可，创立修会。1857年12月27日，她和5位同伴发愿；耶稣会为她们指派了神师。
拯望会于1867年进入中国。1869年，第一批拯望会修女随郎怀仁主教来到中国上海，服务于法国耶稣会负责的天主教江南代牧区，定居在耶稣会会院对面蒲东路(今漕溪北路)201号的徐家汇圣母院，并陆续开办了育婴堂、聋哑学校、徐汇女中、启明女中、晓明女中、善导女中、诊所等众多慈善事业。1950年，上海拯望会有176名修女，其中100多人为中国修女，她们分属于徐家汇圣母院（总院）以及洋泾浜四川南路37号、虹口昆山路224号、天钥桥路30号以及汇南街41号四个分院，是上海教区内规模仅次于耶稣会的修会。1953年被驱逐离开上海，在香港荃灣继续服务。
1892年5月，7位拯望会修女前往美国纽约，受到当地总主教欢迎。1905年，该会修女又住进了旧金山会院。
会祖真福主顧瑪利亞于1957年5月26日被教宗庇护十二世列为真福品，纪念日即其去世的日期2月7日。